# ألفرد مارشال (رجل أعمال)
ألفرد مارشال (بالإنجليزية: Alfred Marshall)‏ هو شخصية أعمال أمريكي، ولد في 28 فبراير 1919 في لورانس في الولايات المتحدة، وتوفي في 28 ديسمبر 2013 في بوكا راتون في الولايات المتحدة.